# Jean-Philippe Durand
Jean-Philippe Durand (Lyon, 11 november 1960) is een Frans voormalig professioneel voetballer die tussen 1981 en 1997 als middenvelder actief was voor Toulouse FC, Girondins de Bordeaux en Olympique Marseille. In 1988 debuteerde hij in het Frans voetbalelftal, waarvoor hij zesentwintig interlands speelde en eenmaal doel trof.

## Clubcarrière
Durand startte zijn carrière in 1981 bij Toulouse FC. Hij zou uiteindelijk acht jaar voor de club uitkomen en in die tijd speelde de middenvelder bijna tweehonderd competitiewedstrijden. In 1989 maakte hij de overstap naar Girondins de Bordeaux. Na twee jaar verlaat hij Bordeaux om bij Olympique Marseille te gaan spelen. In zijn eerste seizoen bij l'OM wordt hij voor het eerst landskampioen en een jaar later wint de club de finale van de Champions League van AC Milan door een goal van Basile Boli. In 1994 degradeerde de club, maar Durand bleef de club trouw. Van het team dat de Champions League won, bleven verder alleen Fabien Barthez en Bernard Casoni. Na twee jaar in de Division 2 promoveerde Olympique Marseille weer. Het seizoen 1996/97, waarin hij aanvoerder was, zou voor Durand de laatste worden.

## Interlandcarrière
Zijn debuut voor het Frans voetbalelftal maakte Durand op 23 maart 1988, toen met 2–1 gewonnen werd van Spanje. De middenvelder mocht van bondscoach Henri Michel in de basis beginnen en hij speelde het gehele duel mee. De andere debutant dit duel was Marcel Dib (AS Monaco). Zijn eerste doelpunt volgde op 11 oktober 1989, toen met 3–0 Schotland werd verslagen. Durand tekende voor de derde treffer nadat Didier Deschamps en Éric Cantona al hadden gescoord. In 1992 werd hij tevens meegenomen naar het EK in Zweden. Tijdens dit toernooi speelde hij mee tegen Engeland en de latere kampioen Denemarken.

### Gespeelde interlands
| Interlands van Jean-Philippe Durand voor Frankrijk | Interlands van Jean-Philippe Durand voor Frankrijk | Interlands van Jean-Philippe Durand voor Frankrijk | Interlands van Jean-Philippe Durand voor Frankrijk | Interlands van Jean-Philippe Durand voor Frankrijk | Interlands van Jean-Philippe Durand voor Frankrijk |
| №                                                  | Datum                                              | Wedstrijd                                          | Uitslag                                            | Competitie                                         | Goals                                              |
| Als speler van Toulouse FC                         | Als speler van Toulouse FC                         | Als speler van Toulouse FC                         | Als speler van Toulouse FC                         | Als speler van Toulouse FC                         | Als speler van Toulouse FC                         |
| -------------------------------------------------- | -------------------------------------------------- | -------------------------------------------------- | -------------------------------------------------- | -------------------------------------------------- | -------------------------------------------------- |
| 1                                                  | 23 maart 1988                                      | Frankrijk – Spanje                                 | 2 – 1                                              | Vriendschappelijk                                  |                                                    |
| 2                                                  | 27 april 1988                                      | Noord-Ierland – Frankrijk                          | 0 – 0                                              | Vriendschappelijk                                  |                                                    |
| 3                                                  | 7 februari 1989                                    | Ierland – Frankrijk                                | 0 – 0                                              | Vriendschappelijk                                  |                                                    |
| 4                                                  | 8 maart 1989                                       | Schotland – Frankrijk                              | 2 – 0                                              | Kwalificatie WK 1990                               |                                                    |
| 5                                                  | 29 april 1989                                      | Frankrijk – Joegoslavië                            | 0 – 0                                              | Kwalificatie WK 1990                               |                                                    |
| Als speler van Girondins de Bordeaux               |                                                    |                                                    |                                                    |                                                    |                                                    |
| 6                                                  | 11 oktober 1989                                    | Frankrijk – Schotland                              | 3 – 0                                              | Kwalificatie WK 1990                               | 89'                                                |
| 7                                                  | 28 maart 1990                                      | Hongarije – Frankrijk                              | 1 – 3                                              | Vriendschappelijk                                  |                                                    |
| 8                                                  | 15 augustus 1990                                   | Frankrijk – Polen                                  | 0 – 0                                              | Vriendschappelijk                                  |                                                    |
| 9                                                  | 5 september 1990                                   | IJsland – Frankrijk                                | 1 – 2                                              | Kwalificatie EK 1992                               |                                                    |
| 10                                                 | 13 oktober 1990                                    | Frankrijk – Tsjecho-Slowakije                      | 2 – 1                                              | Kwalificatie EK 1992                               |                                                    |
| 11                                                 | 20 februari 1991                                   | Frankrijk – Spanje                                 | 3 – 1                                              | Kwalificatie EK 1992                               |                                                    |
| 12                                                 | 30 maart 1991                                      | Frankrijk – Albanië                                | 5 – 0                                              | Kwalificatie EK 1992                               |                                                    |
| Als speler van Olympique Marseille                 |                                                    |                                                    |                                                    |                                                    |                                                    |
| 13                                                 | 14 augustus 1991                                   | Polen – Frankrijk                                  | 1 – 5                                              | Vriendschappelijk                                  |                                                    |
| 14                                                 | 4 september 1991                                   | Tsjecho-Slowakije – Frankrijk                      | 1 – 2                                              | Kwalificatie EK 1992                               |                                                    |
| 15                                                 | 12 oktober 1991                                    | Spanje – Frankrijk                                 | 1 – 2                                              | Kwalificatie EK 1992                               |                                                    |
| 16                                                 | 20 november 1991                                   | Frankrijk – IJsland                                | 3 – 1                                              | Kwalificatie EK 1992                               |                                                    |
| 17                                                 | 19 februari 1992                                   | Engeland – Frankrijk                               | 2 – 0                                              | Vriendschappelijk                                  |                                                    |
| 18                                                 | 25 maart 1992                                      | Frankrijk – België                                 | 3 – 3                                              | Vriendschappelijk                                  |                                                    |
| 19                                                 | 27 mei 1992                                        | Zwitserland – Frankrijk                            | 2 – 1                                              | Vriendschappelijk                                  |                                                    |
| 20                                                 | 5 juni 1992                                        | Frankrijk – Nederland                              | 1 – 1                                              | Vriendschappelijk                                  |                                                    |
| 21                                                 | 14 juni 1992                                       | Engeland – Frankrijk                               | 0 – 0                                              | EK 1992                                            |                                                    |
| 22                                                 | 17 juni 1992                                       | Denemarken – Frankrijk                             | 2 – 1                                              | EK 1992                                            |                                                    |
| 23                                                 | 26 augustus 1992                                   | Frankrijk – Brazilië                               | 0 – 2                                              | Vriendschappelijk                                  |                                                    |
| 24                                                 | 9 september 1992                                   | Bulgarije – Frankrijk                              | 2 – 0                                              | Kwalificatie WK 1994                               |                                                    |
| 25                                                 | 14 oktober 1992                                    | Frankrijk – Oostenrijk                             | 2 – 0                                              | Kwalificatie WK 1994                               |                                                    |
| 26                                                 | 14 november 1992                                   | Frankrijk – Finland                                | 2 – 1                                              | Kwalificatie WK 1994                               |                                                    |

## Clubstatistieken
| Seizoen | Club                  | Competitie | Competitie | Competitie | Beker | Beker | Internationaal | Internationaal | Totaal | Totaal |
| Seizoen | Club                  | Competitie | Wed.       | Dlp.       | Wed.  | Dlp.  | Wed.           | Dlp.           | Wed.   | Dlp.   |
| ------- | --------------------- | ---------- | ---------- | ---------- | ----- | ----- | -------------- | -------------- | ------ | ------ |
| 1981/82 | Toulouse FC           | Division 2 | 14         | 3          | 3     | 0     | —              | —              | 17     | 3      |
| 1982/83 | Toulouse FC           | Division 1 | 12         | 3          | 1     | 0     | —              | —              | 13     | 3      |
| 1983/84 | Toulouse FC           | Division 1 | 35         | 4          | 3     | 0     | —              | —              | 38     | 4      |
| 1984/85 | Toulouse FC           | Division 1 | 36         | 2          | 8     | 4     | —              | —              | 44     | 6      |
| 1985/86 | Toulouse FC           | Division 1 | 30         | 3          | 1     | 0     | —              | —              | 31     | 3      |
| 1986/87 | Toulouse FC           | Division 1 | 29         | 7          | 1     | 0     | 4              | 1              | 34     | 8      |
| 1987/88 | Toulouse FC           | Division 1 | 15         | 1          | 5     | 2     | —              | —              | 20     | 3      |
| 1988/89 | Toulouse FC           | Division 1 | 24         | 3          | 2     | 0     | —              | —              | 26     | 3      |
| 1989/90 | Girondins de Bordeaux | Division 1 | 30         | 1          | 3     | 1     | —              | —              | 33     | 2      |
| 1990/91 | Girondins de Bordeaux | Division 1 | 32         | 1          | 1     | 0     | 6              | 0              | 39     | 1      |
| 1991/92 | Olympique Marseille   | Division 1 | 27         | 2          | 2     | 0     | 1              | 0              | 30     | 2      |
| 1992/93 | Olympique Marseille   | Division 1 | 30         | 0          | 4     | 0     | 9              | 0              | 43     | 0      |
| 1993/94 | Olympique Marseille   | Division 1 | 31         | 2          | 4     | 0     | —              | —              | 35     | 2      |
| 1994/95 | Olympique Marseille   | Division 2 | 32         | 1          | 4     | 0     | 1              | 0              | 37     | 1      |
| 1995/96 | Olympique Marseille   | Division 2 | 23         | 1          | 7     | 2     | —              | —              | 30     | 3      |
| 1996/97 | Olympique Marseille   | Division 1 | 26         | 4          | 2     | 0     | —              | —              | 28     | 4      |
| Totaal  | Totaal                | Totaal     | 426        | 38         | 51    | 9     | 21             | 1              | 498    | 48     |

## Erelijst
Olympique Marseille
- Frans landskampioen

1991/92
- UEFA Champions League

1992/93
- Division 2

1994/95